# Schwaningen (Stühlingen)
Schwaningen ist ein Stadtteil von Stühlingen im Landkreis Waldshut in Baden-Württemberg.

## Lage und Verkehrsanbindung
Der Ort liegt nordwestlich der Kernstadt Stühlingen an der B 315 und am Ehrenbach. Östlich des Ortes verläuft die B 314, fließt die Wutach und verläuft die Staatsgrenze zur Schweiz. Südwestlich erstreckt sich das 85,8 ha große Naturschutzgebiet Lindenberg-Spießenberg.